# Кебе, Яхья
Яхья́ Кебе́ (фр. Yahia Kébé; родился 11 июля 1985, Уагадугу, Буркина-Фасо) — буркинийский футболист, нападающий иракского клуба «Аль-Завраа». Выступал за сборную Буркина-Фасо.

## Биография
Выступал за молодёжный клуб «Блэкберн Роверс». В 2003 году перебрался в молодёжную команду «Бордо», где играл со своим братом Бубакаром. Из-за отсутствия игровой практики переходит в «Либурн-Сен-Сёрен», а оттуда в «Труа». В 2009 году перешёл в катарский клуб «Аль-Харитият».